# Alan Jay Lerner
Alan Jay Lerner, född 31 augusti 1918 i New York, död 14 juni 1986 i New York, var en amerikansk text- och manusförfattare. 
Lerner samarbetade ofta med kompositören Frederick Loewe och med regissören Vincente Minnelli.
Lerner var gift åtta gånger: Ruth Boyd (1940–1947), sångerskan Marion Bell (1947–1949), skådespelaren Nancy Olson (1950–1957), advokaten Micheline Muselli Pozzo di Borgo (1957–1965), redaktören Karen Gundersen (1966–1974), Sandra Payne (1974–1976), Nina Bushkin (1977–1981) och Liz Robertson (1981–1986, hans död). Han hade fyra barn; tre döttrar, Susan (med Boyd), Liza och Jennifer (med Olson), och en son, manusförfattaren och journalisten Michael Alan Lerner (med di Borgo).

## Manus i urval
- 1951 – En amerikan i Paris
- 1951 – Kungligt bröllop
- 1953 – Den stora premiären
- 1954 – Brigadoon
- 1958 – Gigi, ett lättfärdigt stycke
- 1961 – My Fair Lady
- 1967 – Camelot
- 1969 – Guldrushens glada dagar
- 1970 – En vacker dag kan man se hur långt som helst
- 1976 – Hollywood, Hollywood!